# Nigériai levelek
A nigériai levelek, más néven a "419-es átverés" az egyik leggyakoribb átveréses bűncselekmény. Számtalan variánsa létezik, nevét a nigériai Büntető Törvénykönyv vonatkozó paragrafusáról kapta. Kezdetben hagyományos postai úton illetve faxon terjedt, de ma már az internet elterjedésével az e-mail a leggyakoribb terjedési közege. A legtöbb ilyen jellegű csalás forrása az Egyesült Államok, az Egyesült Királyság, Nigéria, a Dél-afrikai Köztársaság, Elefántcsontpart, Benin, Togo, Oroszország, Pakisztán, India, Hollandia és Spanyolország.

## Története
A 419-es csalás formájában nagyon hasonlít ahhoz a 19. század végén elterjedt csaláshoz, amely az úgynevezett „spanyol fogolyról” szólt. Ott egy magánszemély keresett meg vagyonos embereket azzal, hogy vagyonosnak beállított ismerősét segítsenek megszöktetni egy spanyol börtönből. A segítségért cserébe busás hasznot ígért, azonban az illető legelőször is pénzt kért, hogy lefizethesse a börtönőröket. Egy nagyon hasonló variáns egy „jeruzsálemi levél” volt, melyet Eugène-François Vidocq, francia bűnöző és későbbi magánnyomozó rögzített az utókornak. Az illető az üzenetben elnézését fejezi ki, és valószínűsíti, hogy egy vadidegennek nem biztos, hogy segítene a címzett, ám ekkor a busás haszon reményét tárja fel.
A nigériai levelek modern formái az 1980-as években alakultak ki, számtalan variánsban. Az egyik ilyen postai úton terjedt, amelyet nős férfiaknak címeztek, és az egészségükről érdeklődtek benne, majd egy 24,6 millió dolláros befektetés előnyeiről írtak, s az üzenet végére csak egy telefonszám került. Egy másik, szintén hivatalosnak tűnő levelet az állítólagos állami tulajdonú Nigériai Állami Olajtársaság igazgatója írt, aki a címzett bankszámlájára szeretne átutalni húszmillió dollárt, kicsempészési célzattal. A címzett megkaphatja az összeg 30%-át, ha segít, de ehhez meg kell adnia több személyes adatát, ideértve a bankszámlaszámát is. Más változatokban egy nigériai herceg kéri a pénz kijuttatását az országból.
Az Internet elterjedése drámai módon megnövelte ezeknek a leveleknek a számát, hiszen a költségek elhanyagolható mértékűre csökkentek a csalók részéről. Habár a nigériai levelek Nigériáról kapták a nevüket, ma már a legtöbb ilyen nem az országból, hanem az Egyesült Államokból (61%) és az Egyesült Királyságból (15%) érkezik. Az elnevezés alapja valószínűleg a komikus, meglehetősen átlátszó nigériai herceggel összefüggésbe hozható történetvariáns lehet. Nigéria a 2000-es években sokat tett ennek a bűncselekménytípusnak a visszaszorításáért.

## A módszer
A csalás elkövetési módja általában egy levél vagy egy e-mail, melyet látszólag egy kiválasztott címzettnek küldenek (valójában rengetegen megkapják ugyanazt), amelyben segítségért cserébe busás összeget ígérnek az áldozatnak. A legutóbbi időkben hivatalosnak látszó profilokat kreálnak közösségi oldalakon is, hogy a potenciális áldozatokat becserkésszék. Az e-mail tárgya legtöbbször „XY ügyvéd asztaláról”, „Az Ön segítségére van szükségem”, illetve hasonló lehet. A történet is több változatban létezik, de a leggyakrabban egy kormányzati vagy banki tisztviselő van megadva feladóként, aki nagy mennyiségű pénzről vagy aranyról tud, melyhez azonban nem tud hozzáférni, a legtöbb esetben azért, mert nincs hozzá joga. Ezek a személyek vagy kitaláltak, vagy valódi nevek mögé bújt imposztorok játsszák el őket, olyan történetekkel, mint egy afrikai diktátor fia vagy felesége, aki törvénytelenül szerzett vagyont szeretne eljuttatni a jogosultaknak; egy banki alkalmazott, aki ismer egy halálos beteg, és rokonok nélkül élő gazdagot; illetve egy repülőgépbalesetben meghalt külföldi személy más országban rendelkezés hiányában rekedt pénz visszaszerzésével kapcsolatos története, egy amerikai katona Irakban talált kincseinek legendája, illetve menekültek vagyonának visszaszerzése. A megszerezni kívánt vagyon általában aranyrudakban, aranytömbökben, bankszámlán elhelyezett pénzben, véres gyémántokban, illetve csekkekben van elhelyezve. Tízmilliós értékről van szó, a hiszékeny címzettet pedig 10-40 százalék közötti részesedés ígéretével akarják rávenni az együttműködésre. Bár a levelek túlnyomó részére nem érkezik válasz, mégis vannak olyan emberek, akik elhiszik a mesét, és az ő megkárosításukból busás hasznot szednek be a csalók, amely ennek ellenére is jövedelmezővé teszi a dolgot.
Hogy könnyebben elhitessék az áldozattal a történetet, gyakran mellékelnek hamis iratokat, amelyeken például szerepel az adott ország hivatalos bélyegzője vagy pecsétje. A legtöbb levélben nemlétező címeket adnak meg, a fényképmellékletek pedig az Internetről összeollózott képek. A legtöbbször a mellékelt fényképen lévő illetőnek egyáltalán nincs semmi köze az egészhez. Ha elnyerték az áldozat bizalmát, következik a második lépés, melyben közlik, hogy a pénz megszerzésének útjába váratlan akadály csúszott - példának okáért az átutaláshoz le kellene fizetni egy banki tisztviselőt. Ezt a pénzt a becsapott áldozattól szedik be az elkövetők, többnyire nehezen lekövethető utakon és módokon. Ezután azonban újabb akadályokról számolnak be, ahol a nagy összeg átutalásának ígérete továbbra is fennmarad, s így többször is pénzt tudnak kicsalni. Az áldozatok rendszerint nem beszélnek erről a dologról másoknak, egyrészt azért, mert úgy tűnik, mintha magas rangú hivatalnokokat kellene megvesztegetni pénz reményében, másrészt pedig a pénz kétes eredete miatt - egyszerűen félnek attól, hogy a kétes üzlettel ők maguk is bűncselekményt követnek el, méghozzá határokon átnyúlót. Néha pszichológiai módszerekkel is próbálkoznak a csalók, amikor sajnálkozva fejezik ki, hogy el kell adni a vagyontárgyaikat, hogy pénzhez jussanak, vagy például ha az afrikai és a nyugati életkörülményeket hasonlítják össze levelükben. A lényeg az, hogy az érdeklődést fenntartsák, s egy idő után maguk az áldozatok is beleélik magukat, azt gondolván, hogy ha már ennyi gonddal jár a pénz megszerzése, akkor majd az egészet megtartják maguknak.
Természetesen az ígért pénz sohasem jut el a károsultakhoz, mivel igazából nem is létezik. Addigra azonban a becsapott illető már akár több ezer dollárt is elküldött a csalóknak, sőt talán több ezres-tízezres kölcsönöket is felvett ugyanerre a célra, amelyet már nem tud visszaszerezni, mert a csalók lekövethetetlenné válnak. A bankszámlaszám elkérése a folyamat elején csak azt a célt szolgálja, hogy meggyőződjenek a potenciális károsult hiszékenységéről, hiszen a bankszámláról közvetlenül történő pénzleemelést egyből észre lehetne venni. Ehelyett a különféle szolgáltatók, mint például a Western Union és a MoneyGram által rendszeresített átutalásokat kedvelik. Ritkán az is előfordul azonban, hogy a megszerzett banki adatokat eladják más csalóknak, akik az illető megmaradt vagyonát is ellopják. Az üzenetekben megadott telefonszámok valódiak, egy olcsó készülékhez és pre-paid előfizetéshez kötődnek. Ha túl gyanússá válnának és lekövetnék őket, a telefontól megszabadulnak és vesznek egy másikat. Az e-maileket tömbösítve, hatalmas mennyiségben küldik szét, előre megszerzett címekre.
A bűncselekmény sikerességi rátája nehezen számítható ki, de egyes beszámolók szerint 500 e-mailből 7-re érkezik válasz, és ez már 70%-os esélyét jelenti annak, hogy a csalók pénzt is látnak belőle.

## Fordítás
- Ez a szócikk részben vagy egészben  az   Advance-fee scam című angol Wikipédia-szócikk ezen változatának fordításán alapul.  Az eredeti cikk szerkesztőit annak laptörténete sorolja fel. Ez a jelzés csupán a megfogalmazás eredetét és a szerzői jogokat jelzi, nem szolgál a cikkben szereplő információk forrásmegjelöléseként.